# 森村忠司
森井 忠司（もりい ただし、1946年9月9日 - 2018年8月24日）は、日本の経営者。エバラ食品工業社長を務めた。

## 経歴
東京都出身。1969年に東京農業大学農学部を卒業し、同年にエバラ食品工業に入社。1976年に取締役に就任し、1981年に常務、1984年に専務を経て、1986年に副社長に就任し、1995年5月には社長に昇格。2008年10月に相談役に就任。
2018年8月24日病気のために死去。71歳没。